# Скофилд, Адмирал
Адмирал Донован Скофилд (англ. Admiral Donovhan Schofield; род. 30 марта 1997, Паддингтон, Вестминстер) — американский и британский профессиональный баскетболист, ранее выступавший за французский клуб «АСВЕЛ». На студенческом уровне играл за университет Теннесси. Был выбран на драфте НБА 2019 года под 42-м номером.

## Профессиональная карьера

### Вашингтон Уизардс (2019—2020)
Скофилд был выбран на драфте НБА 2019 года под 42-м номером клубом «Филадельфия Севенти Сиксерс». Затем он сразу был обменян в «Вашингтон Уизардс». В июле он подписал трёхлетний контракт с «Уизадрс» на 4,3 млн долларов. Также Скофилд выступал за фарм-клуб «Кэпитал-Сити Гоу-Гоу». 4 декабря 2019 года он стал первым игроком в истории «Вашингтона», который в один день сыграл и за «Гоу-Гоу», и за «Уизардс». 8 января 2020 года Скофилд набрал рекордные для себя 18 очков и 6 подборов в матче против «Орландо Мэджик».

### Гринсборо Сворм (2021)
19 ноября 2020 года Скофилд был обменян в «Оклахома-Сити Тандер». Он был отчислен из «Тандер» в конце предсезонной подготовки. 11 января 2021 года он был выбран под первым номером на драфте Джи-Лиги клубом «Гринсборо Сворм»
В 14 играх он набирал в среднем 10,1 очка, 5,7 подбора и 2,1 передачи за 26,2 минуты.

### Лейкленд Мэджик (2021)
В августе 2021 года Скофилд присоединился к команде «Атланта Хокс» для участия в Летней лиге НБА 2021 года.
21 сентября 2021 года он подписал контракт с «Орландо Мэджик», но был отчислен в конце тренировочного лагеря.
28 октября он присоединился к «Лейкленд Мэджик» и провел 12 игр, набирая в среднем 14,4 очка, 7,2 подбора и 1,8 передачи за 33 минуты.

### Орландо Мэджик (2021—2024)
17 декабря 2021 года Скофилд подписал 10-дневный контракт с «Орландо Мэджик». 27 декабря он подписал второй 10-дневный контракт с командой. 6 января 2022 года с ним был подписан двусторонний контракт.
22 июля 2022 года Скофилд подписал еще один двусторонний контракт с «Мэджик». 29 декабря Скофилд был отстранен НБА на одну игру без сохранения заработной платы за то, что покинул скамейку запасных во время перепалки в игре против «Детройт Пистонс». 21 февраля 2023 года «Мэджик» конвертировали контракт Скофилда в стандартный контракт НБА.
20 июля 2023 года Скофилд подписал еще один двусторонний контракт с «Орландо».

### АСВЕЛ (2024)
28 июня 2024 года Скофилд подписал контракт с французским клубом «АСВЕЛ».
27 ноября 2024 года игрок покинул клуб.

## Статистика

### Статистика в НБА
| Сезон                                                                                    | Команда   | Регулярный сезон | Регулярный сезон | Регулярный сезон | Регулярный сезон | Регулярный сезон | Регулярный сезон | Регулярный сезон | Регулярный сезон | Регулярный сезон | Регулярный сезон | Регулярный сезон | Серия плей-офф | Серия плей-офф | Серия плей-офф | Серия плей-офф | Серия плей-офф | Серия плей-офф | Серия плей-офф | Серия плей-офф | Серия плей-офф | Серия плей-офф | Серия плей-офф |
| Сезон                                                                                    | Команда   | GP               | GS               | MPG              | FG%              | 3P%              | FT%              | RPG              | APG              | SPG              | BPG              | PPG              | GP             | GS             | MPG            | FG%            | 3P%            | FT%            | RPG            | APG            | SPG            | BPG            | PPG            |
| ---------------------------------------------------------------------------------------- | --------- | ---------------- | ---------------- | ---------------- | ---------------- | ---------------- | ---------------- | ---------------- | ---------------- | ---------------- | ---------------- | ---------------- | -------------- | -------------- | -------------- | -------------- | -------------- | -------------- | -------------- | -------------- | -------------- | -------------- | -------------- |
| 2019/20                                                                                  | Вашингтон | 33               | 2                | 11,2             | 38,0             | 31,1             | 66,7             | 1,4              | 0,5              | 0,2              | 0,1              | 3,0              | Не участвовал  | Не участвовал  | Не участвовал  | Не участвовал  | Не участвовал  | Не участвовал  | Не участвовал  | Не участвовал  | Не участвовал  | Не участвовал  | Не участвовал  |
| 2021/22                                                                                  | Орландо   | 38               | 1                | 12,3             | 41,9             | 32,9             | 80,0             | 2,3              | 0,7              | 0,1              | 0,1              | 3,8              | Не участвовал  | Не участвовал  | Не участвовал  | Не участвовал  | Не участвовал  | Не участвовал  | Не участвовал  | Не участвовал  | Не участвовал  | Не участвовал  | Не участвовал  |
| 2022/23                                                                                  | Орландо   | 37               | 0                | 12,2             | 45,1             | 32,4             | 91,3             | 1,7              | 0,8              | 0,2              | 0,1              | 4,2              | Не участвовал  | Не участвовал  | Не участвовал  | Не участвовал  | Не участвовал  | Не участвовал  | Не участвовал  | Не участвовал  | Не участвовал  | Не участвовал  | Не участвовал  |
| 2023/24                                                                                  | Орландо   | 23               | 0                | 3,7              | 38,5             | 37,5             | 0,0              | 0,7              | 0,3              | 0,0              | 0,0              | 1,1              | Не участвовал  | Не участвовал  | Не участвовал  | Не участвовал  | Не участвовал  | Не участвовал  | Не участвовал  | Не участвовал  | Не участвовал  | Не участвовал  | Не участвовал  |
|                                                                                          | Всего     | 131              | 3                | 10,5             | 41,7             | 32,6             | 78,2             | 1,6              | 0,6              | 0,2              | 0,1              | 3,3              | Не участвовал  | Не участвовал  | Не участвовал  | Не участвовал  | Не участвовал  | Не участвовал  | Не участвовал  | Не участвовал  | Не участвовал  | Не участвовал  | Не участвовал  |
| Наведите курсор мыши на аббревиатуры в заголовке таблицы, чтобы прочесть их расшифровку. |           |                  |                  |                  |                  |                  |                  |                  |                  |                  |                  |                  |                |                |                |                |                |                |                |                |                |                |                |

### Статистика в Джи-Лиге
| Сезон                                                                                    | Команда              | Регулярный сезон | Регулярный сезон | Регулярный сезон | Регулярный сезон | Регулярный сезон | Регулярный сезон | Регулярный сезон | Регулярный сезон | Регулярный сезон | Регулярный сезон | Регулярный сезон | Серия плей-офф | Серия плей-офф | Серия плей-офф | Серия плей-офф | Серия плей-офф | Серия плей-офф | Серия плей-офф | Серия плей-офф | Серия плей-офф | Серия плей-офф | Серия плей-офф |
| Сезон                                                                                    | Команда              | GP               | GS               | MPG              | FG%              | 3P%              | FT%              | RPG              | APG              | SPG              | BPG              | PPG              | GP             | GS             | MPG            | FG%            | 3P%            | FT%            | RPG            | APG            | SPG            | BPG            | PPG            |
| ---------------------------------------------------------------------------------------- | -------------------- | ---------------- | ---------------- | ---------------- | ---------------- | ---------------- | ---------------- | ---------------- | ---------------- | ---------------- | ---------------- | ---------------- | -------------- | -------------- | -------------- | -------------- | -------------- | -------------- | -------------- | -------------- | -------------- | -------------- | -------------- |
| 2019/20                                                                                  | Кэпитал-Сити Гоу-Гоу | 33               | 33               | 30,9             | 45,7             | 37,0             | 81,0             | 5,5              | 2,0              | 0,6              | 0,3              | 16,0             | Не участвовал  | Не участвовал  | Не участвовал  | Не участвовал  | Не участвовал  | Не участвовал  | Не участвовал  | Не участвовал  | Не участвовал  | Не участвовал  | Не участвовал  |
|                                                                                          | Всего                | 33               | 33               | 30,9             | 45,7             | 37,0             | 81,0             | 5,5              | 2,0              | 0,6              | 0,3              | 16,0             | Не участвовал  | Не участвовал  | Не участвовал  | Не участвовал  | Не участвовал  | Не участвовал  | Не участвовал  | Не участвовал  | Не участвовал  | Не участвовал  | Не участвовал  |
| Наведите курсор мыши на аббревиатуры в заголовке таблицы, чтобы прочесть их расшифровку. |                      |                  |                  |                  |                  |                  |                  |                  |                  |                  |                  |                  |                |                |                |                |                |                |                |                |                |                |                |

### Статистика в колледже
| Сезон                                                                                   | Команда  | GP  | GS | MPG  | FG%  | 3P%  | FT%  | RPG | APG | SPG | BPG | PPG  |  |
| --------------------------------------------------------------------------------------- | -------- | --- | -- | ---- | ---- | ---- | ---- | --- | --- | --- | --- | ---- |  |
| 2015/16                                                                                 | Теннесси | 32  | 22 | 18,7 | 44,4 | 30,1 | 89,7 | 4,0 | 0,9 | 0,4 | 0,3 | 7,6  |  |
| 2016/17                                                                                 | Теннесси | 28  | 2  | 19,0 | 45,3 | 38,9 | 77,9 | 4,4 | 0,8 | 0,3 | 0,2 | 8,2  |  |
| 2017/18                                                                                 | Теннесси | 35  | 34 | 28,1 | 44,7 | 39,5 | 75,6 | 6,4 | 1,5 | 1,0 | 0,4 | 13,9 |  |
| 2018/19                                                                                 | Теннесси | 37  | 37 | 31,8 | 47,4 | 41,8 | 69,8 | 6,1 | 2,0 | 0,9 | 0,5 | 16,5 |  |
|                                                                                         | Всего    | 132 | 95 | 24,9 | 45,8 | 38,7 | 76,3 | 5,3 | 1,3 | 0,7 | 0,4 | 11,9 |  |
| Наведите курсор мыши на аббревиатуры в заголовке таблицы, чтобы прочесть их расшифровку |          |     |    |      |      |      |      |     |     |     |     |      |  |